# إيرا روبين
إيرا روبين (بالإنجليزية: Ira Rubin)‏ هو لاعب الجسر ‏ أمريكي، ولد في 1930، وتوفي في 6 فبراير 2013.